# Moti del 1830-1831
I moti del 1830-1831 furono tentativi di insurrezione contro i regimi assolutisti, eredi dei moti del 1820-1821; questa volta, però, nacquero in Francia e si diffusero poi in altri paesi europei, tra cui diversi stati italiani.
Come durante i moti di dieci anni prima, i veri protagonisti di queste insurrezioni furono membri del popolo e  della borghesia cittadina. Su esempio del popolo francese, che aveva cacciato il suo re Carlo X e l'opprimente politica reazionaria del governo dando vita ad un regime monarchico costituzionale retto da Luigi Filippo d'Orléans, numerose altre nazioni diedero vita ad insurrezioni; positive, come nel caso del Belgio, che ottenne l'indipendenza dai Paesi Bassi, negative, come nel caso della Polonia e di Modena.

## La rivoluzione del 1830 in Francia

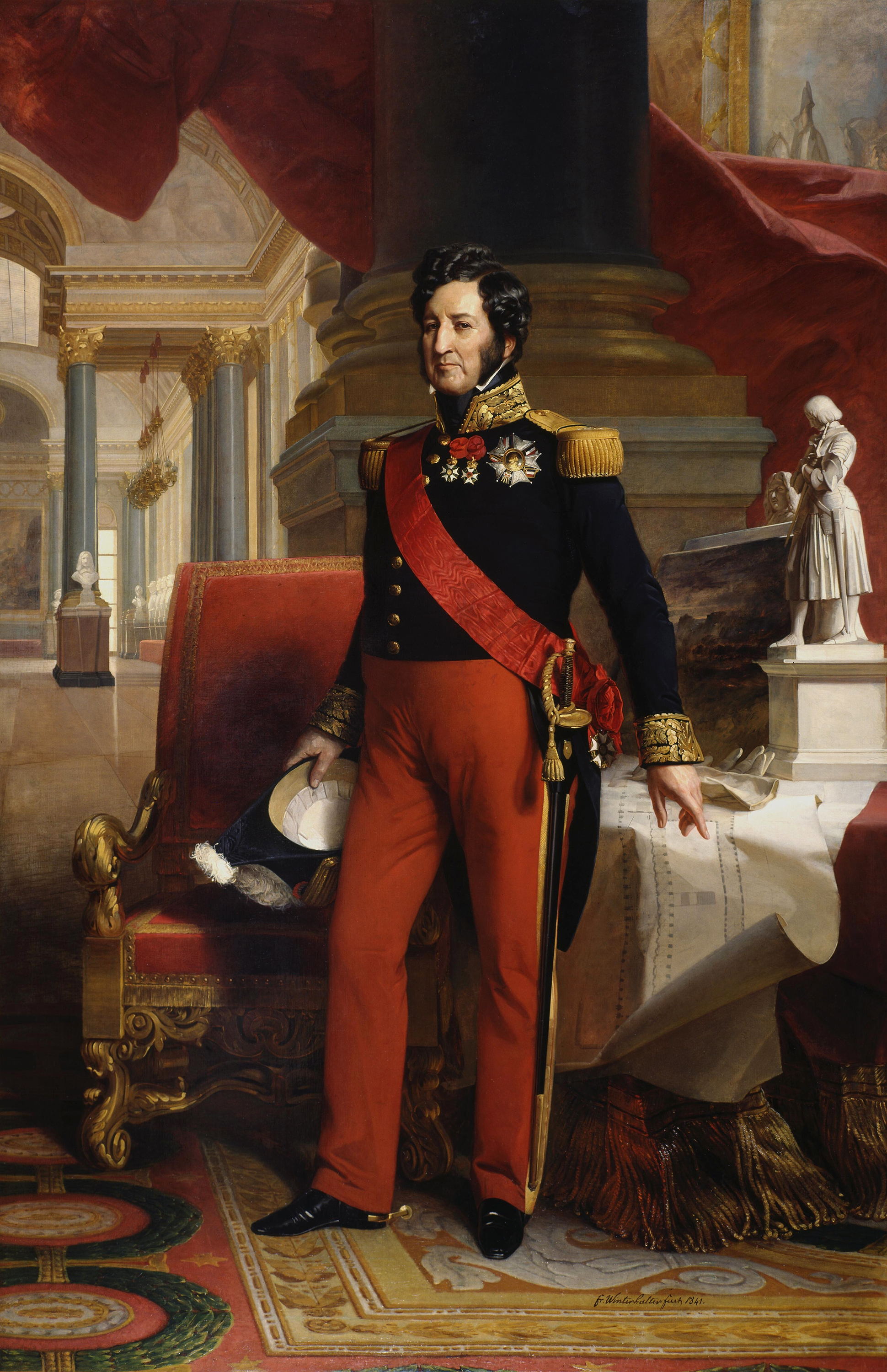
Luigi Filippo, re dei Francesi, che deluse le aspettative degli insorti polacchi e italiani.

Alla morte di Luigi XVIII, spentosi senza discendenza nel 1824, salì al trono di Francia suo fratello Carlo, conte di Artois, che divenne re con il nome di Carlo X.
Il nuovo re dimostrò subito il suo desiderio di tornare ad un regime simile a quello della monarchia assoluta, restaurando integralmente le condizioni prerivoluzionarie. Concesse numerosi privilegi al clero ed all'aristocrazia fino ad emanare una legge, la cosiddetta "legge del Miliardo", che avrebbe risarcito tutti i nobili fuoriusciti dal territorio francese durante gli anni della rivoluzione. Carlo, con l'aiuto del suo primo ministro Polignac, di idee fortemente reazionarie, decise di ovviare alle sempre più numerose proteste dei democratici e dei borghesi revocando la carta costituzionale ottriata, concessa da Luigi XVIII nel 1814 e pubblicizzando la campagna militare che avrebbe portato di lì a poco alla conquista dell'Algeria.
Le manifestazioni di protesta non si placarono, ma andarono sempre più ampliandosi, anche a causa della crisi recessiva, dovuta a due anni di carestia: il re perse la fiducia persino del suo Parlamento alle elezioni. Così Carlo, il 26 luglio 1830, emanò quattro decreti, le ordinanze di Saint-Cloud, con i quali restringeva ulteriormente il diritto di voto, escludendo completamente la borghesia, annullava la libertà di stampa applicando pesanti censure, scioglieva il Parlamento ed indiceva nuove elezioni.
In seguito a queste disposizioni, il popolo di Parigi insorse, guidato principalmente da esponenti della media ed alta borghesia. In tre giornate particolarmente violente, le "tre gloriose" (27, 28 e 29 luglio), i parigini si scontrarono per le vie cittadine con i soldati del re, che non riuscirono a tenere testa alla folla. L'assalto delle truppe venne respinto e Carlo X dovette rinunciare al trono fuggendo in Inghilterra.
Di lì a poco venne offerta la corona di Francia a Luigi Filippo d'Orléans, membro di un ramo cadetto dei Borbone. Sembrava l'uomo adatto alle esigenze: di nobile stirpe, quindi atto ad essere il re, figlio di un aristocratico schieratosi con i rivoluzionari, eccellente amministratore delle sue terre, dotato di abitudini e mentalità tipicamente borghesi. Luigi Filippo, che regnò per diciotto anni, fu un monarca costituzionale: il re non era più tale per volere divino, ma per legittimazione dei suoi sudditi. Inoltre, la nuova Costituzione non era più "ottriata" (ossia elargita ai sudditi dalla volontà del sovrano, come atto unilaterale), bensì frutto di un accordo tra il sovrano ed il Parlamento.

## L'indipendenza belga

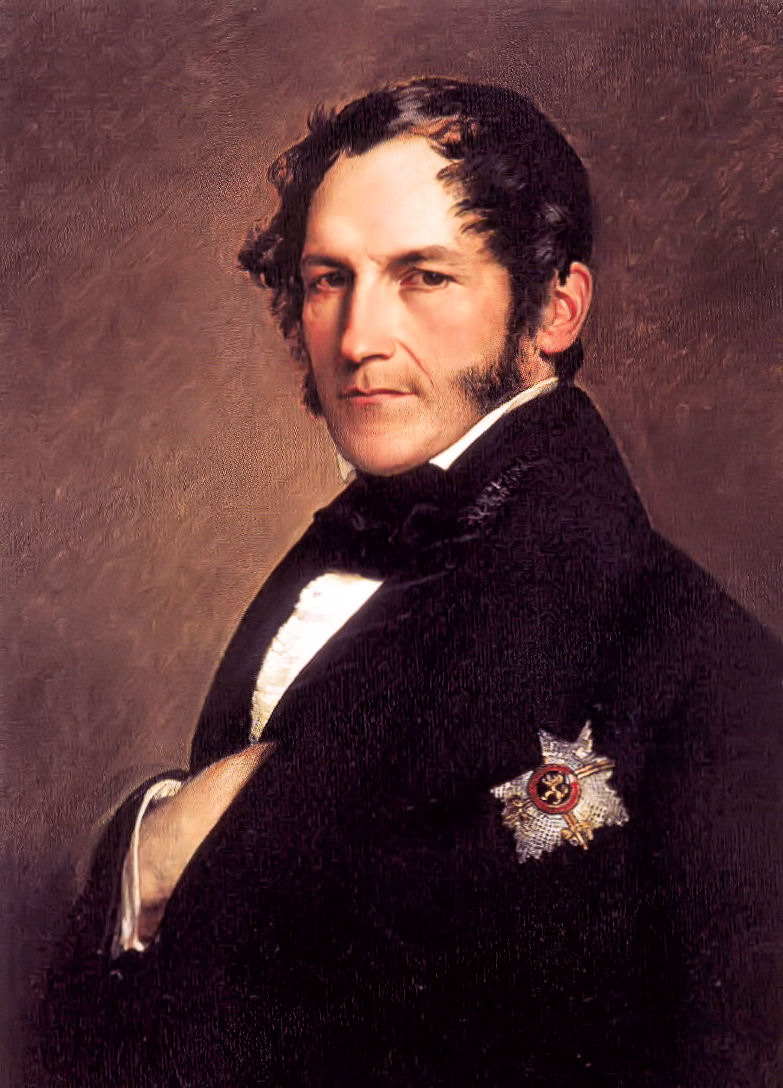
Ritratto di Leopoldo I, primo re del Belgio.

In seguito al Congresso di Vienna, Belgio e Paesi Bassi furono uniti in un unico stato, che avrebbe dovuto funzionare da stato cuscinetto per una eventuale volontà francese di espansione territoriale. Lo stato aveva come forma di governo la monarchia, retta dall'olandese Guglielmo I di Orange-Nassau. I belgi mal sopportavano l'unione tra il loro paese e i Paesi Bassi: il nuovo re aveva adottato una forte politica di accentramento amministrativo e tutti gli incarichi di rilievo erano occupati da olandesi. I belgi erano esclusi così dalla vita politica. A questo si andavano ad aggiungere motivi religiosi: gli olandesi erano protestanti, mentre il Belgio era un paese con forti tradizioni cattoliche. Inoltre la politica di dipendenza economica dall'Inghilterra promossa dal governo olandese frenava la sempre maggiore crescita economica delle industrie belghe.
Nonostante fossero divisi in regioni con forti antagonismi tra loro, i belgi misero da parte le antiche rivalità e si unirono in un movimento, che prese il nome di movimento unionista, che univa le forze agricole delle campagne e quelle industriali delle città. Ben presto, nell'agosto 1830, scoppiò a Bruxelles un moto rivoluzionario. Guglielmo non seppe scendere a patti con gli insorti ed inviò truppe armate per sedare la rivolta. Tuttavia il moto belga riscosse numerose simpatie tra i francesi, che vedevano così infrangersi lo stato cuscinetto creato sul loro confine.
Alla conferenza indetta a Londra, i delegati francesi guidati dal principe Talleyrand convinsero gli inglesi sulla necessità di una nazione belga indipendente. Malgrado la loro vicinanza a re Guglielmo, gli inglesi si espressero a favore di un nuovo stato belga. Il Belgio fu così definitivamente riconosciuto come stato indipendente, staccato dai Paesi Bassi, con un regime monarchico costituzionale a capo del quale fu scelto il principe tedesco Leopoldo di Sassonia-Coburgo, che prese il nome di Leopoldo I del Belgio. 
In Inghilterra ci fu una riforma elettorale e i liberali vengono mandati in Parlamento

## I moti negli stati tedeschi
Dopo la Francia e il Belgio, le rivolte raggiunsero anche la Confederazione Tedesca, un'unione non ben definita di singoli stati tedeschi. Negli stati in cui i governi non avevano precedentemente concesso una costituzione o perseguito una politica vistosamente restauratrice, le rivolte si verificarono già nel settembre 1830. Questo era il caso dell'Elettorato d'Assia, del Ducato di Brunswick, della Provincia prussiana del Reno e dei Regni di Sassonia e Hannover. Negli stati costituzionali, poco dopo, vennero avanzate richieste di responsabilità ministeriale, diritto di iniziativa per i parlamenti, giuramento degli eserciti alle costituzioni e fine della censura.

## Le insurrezioni in Polonia
Dalla caduta di Napoleone, la Polonia aveva perso l'indipendenza e si trovava ad essere uno stato satellite della potenza russa. Era dal 1795, anno dell'abdicazione del re Stanislao Poniatowski, che la Polonia non aveva un re. Sull'onda dei successi ottenuti dai rivoluzionari francesi, che erano riusciti a mettere in fuga l'assolutista Carlo X, alcuni polacchi, appartenenti principalmente a circoli intellettuali e militari, promossero un moto rivoluzionario che portasse alla tanto anelata indipendenza. A scatenare questa reazione furono diversi fattori: in particolar modo la grande ostilità nei confronti della Russia, che andava esercitando con sempre maggiore intensità una politica di repressione nei confronti della Polonia, in particolare dopo l'ascesa dello zar Nicola I, che aveva già sventato con la violenza il moto decabrista.
Quando diedero inizio alla rivoluzione, i giovani cadetti erano convinti che la Francia di Luigi Filippo sarebbe intervenuta militarmente a favore degli insorti contro la Russia. Pur mostrando simpatia per l'insurrezione, il re francese mantenne un atteggiamento di passività, senza schierarsi apertamente. Entrare in guerra contro la Russia a favore della Polonia avrebbe avuto come conseguenza la reazione della Prussia e dell'Austria, unite allo zar dai patti della Santa Alleanza.
Perse le speranze in un aiuto francese, si pensava di poter contare almeno sulle masse popolari delle campagne. Tuttavia queste, da secoli legate alle servitù feudali, non ebbero la reazione prevista. Nonostante ciò, il moto portò alla liberazione della Polonia centrale ed alla formazione di un esercito regolare. Ben presto però sorsero dei conflitti fra i capi del moto: alcuni erano convinti che, giunti a questo punto, si dovesse scendere a patti con i russi, altri credevano invece nella necessità di una guerra ad oltranza. Approfittando delle divisioni interne degli insorti, le armate russe attaccarono i reparti polacchi che tentarono una strenua resistenza, ma nell'ottobre 1831 furono costretti a capitolare. Varsavia venne presa ed il moto soffocato nel sangue. La Polonia tornava ad essere una provincia russa.

## I moti nei Ducati e nello Stato Pontificio
In seguito ai moti francesi, si riaccesero in alcuni italiani le speranze per una nuova insurrezione. In particolare, nel ducato di Modena la carboneria locale, con a capo Ciro Menotti, aveva intrecciato rapporti amichevoli con il duca Francesco IV. Si andò così organizzando un grande moto di insurrezione che si allargò a numerose città appartenenti allo Stato Pontificio, da Bologna alle Marche e all'Umbria. A Modena l'arresto di Ciro Menotti, il 3 febbraio 1831, su ordine dello stesso duca Francesco IV, fece scoppiare la rivolta.
Il 5 febbraio gli insorti dichiararono la secessione delle Legazioni di Bologna, Ferrara, Ravenna e Forlì, dallo Stato della Chiesa. La rivolta si diffuse, inoltre, tra le varie Legazioni delle Marche e dell'Umbria. Inizialmente, in Romagna, se si eccettua uno scontro tra insorti e gendarmi avvenuto a Forlì, le autorità pontificie cedettero il potere senza resistenza. Le nuove autorità provvisorie proclamarono la nascita delle Province Unite Italiane, una repubblica parlamentare con capitale Bologna sotto la presidenza di Giovanni Vicini che ne promulgò la costituzione. 
Il territorio delle Province Unite fu attraversato, tra il 5 e il 9 febbraio, dalle truppe del generale Giuseppe Sercognani, comandante della Guardia nazionale di Pesaro. Dopo aver sconfitto ad Ancona e Terni gli Zuavi pontifici, Sercognani si spinse fino ai confini col Lazio. Alle porte di Rieti fu respinto dall'esercito pontificio, che lo costrinse a rientrare.
A Forlì il 17 marzo, Napoleone Luigi Bonaparte, già re d'Olanda per pochi giorni col titolo di Luigi II, trovò la morte, per un'epidemia di morbillo. Bonaparte si era impegnato nel sostegno all'insurrezione come carbonaro, assieme al fratello, il futuro Napoleone III, che divenne un ricercato della polizia austriaca (entrambi erano stati espulsi mesi prima da Roma per il loro attivismo politico).
Nonostante gli insorti fossero riusciti ad impadronirsi d'importanti città come Parma e Bologna (in questo periodo va inquadrata l'incursione compiuta da Giuseppe Sercognani con i volontari della Vanguardia in direzione di Roma), le Province Unite Italiane non riuscirono a reggere l'intervento armato dell'Austria del febbraio-marzo 1831. Gli insorti sperarono invano nell'intervento di Luigi Filippo di Francia che aveva prestato soccorso con successo ai ribelli belgi; non aiutarono la causa secessionista anche le notevoli discordie presenti tra gli stessi capi della rivolta. Gli austriaci scesero verso il Po seguendo la via del Brennero; oltrepassato il fiume (25 febbraio) si diressero verso Modena. In pochi giorni furono a Bologna e poi a Ferrara. Il 25 marzo avvenne la Battaglia delle Celle a Rimini. Il 26 aprile 1831, con l'occupazione della piazzaforte di Ancona, le Province Unite cessarono di esistere e in breve tempo fu ristabilito l'ordine, cui seguirono condanne a morte.
In Romagna, alla fine dell'anno il pontefice inviò un esercito di cinquemila soldati per reprimere le rivolte di Rimini, Cesena ("Battaglia del Monte", 22 gennaio 1832) e Forlì.